# Rajeev Ram
Rajeev Ram (Denver, 18 maart 1984) is een professionele Amerikaanse tennisspeler en in het internationale tenniscircuit voornamelijk actief als dubbelspeler. Ram speelde voorafgaand aan zijn professionele carrière collegetennis in de Verenigde Staten.

## Palmares
| Legenda                       | Legenda               |
| ----------------------------- | --------------------- |
| Grand Slam                    |                       |
| Olympische Spelen             |                       |
| tot 2009                      | vanaf 2009            |
| Tennis Masters Cup            | ATP Finals            |
| ATP Masters Series            | ATP Tour Masters 1000 |
| ATP International Series Gold | ATP Tour 500          |
| ATP International Series      | ATP Tour 250          |

### Enkelspel
| Nr.                          | Datum            | Toernooi         | Ondergrond | Tegenstander in finale | Score                  | Details |
| ---------------------------- | ---------------- | ---------------- | ---------- | ---------------------- | ---------------------- | ------- |
| Gewonnen finales             |                  |                  |            |                        |                        |         |
| 1.                           | 12 juli 2009     | ATP Newport (1)  | Gras       | Sam Querrey            | 6-7(3), 7-5, 6-3       | Details |
| 2.                           | 19 juli 2015     | ATP Newport (2)  | Gras       | Ivo Karlović           | 7-6(5), 5-7, 7-6(2)    | Details |
| Verloren finales             |                  |                  |            |                        |                        |         |
| 1.                           | 21 februari 2016 | ATP Delray Beach | Hardcourt  | Sam Querrey            | 4-6, 6-7(6)            | Details |
| Gewonnen finales challengers |                  |                  |            |                        |                        |         |
| 1.                           | 6 juli 2008      | Winnetka         | Hardcourt  | Scoville Jenkins       | 7-5, 6-4               |         |
| 2.                           | 15 november 2009 | Aken             | Tapijt (i) | Dustin Brown           | 7-6(2), 6-7(5), 7-6(2) |         |
| 3.                           | 6 november 2011  | Eckental         | Tapijt (i) | Karol Beck             | 6-4, 6-2               |         |
| 4.                           | 13 november 2011 | Urtijëi          | Tapijt (i) | Jan Hernych            | 7-5, 3-6, 7-6(6)       |         |
| 5.                           | 12 mei 2013      | Rio Quente       | Hardcourt  | Andre Ghem             | 4-6, 6-4, 6-3          |         |
| 6.                           | 6 april 2014     | Leon             | Hardcourt  | Samuel Groth           | 6-2, 6-2               |         |
| 7.                           | 26 april 2015    | Guadalajara      | Hardcourt  | Jason Jung             | 6-1, 6-2               |         |

### Dubbelspel
| Nr.                          | Datum             | Toernooi              | Ondergrond    | Partner              | Tegenstanders in finale                     | Score                  | Details |
| ---------------------------- | ----------------- | --------------------- | ------------- | -------------------- | ------------------------------------------- | ---------------------- | ------- |
| Gewonnen finales herendubbel |                   |                       |               |                      |                                             |                        |         |
| 1.                           | 11 januari 2009   | ATP Chennai           | Hardcourt     | Eric Butorac         | Jean-Claude Scherrer Stanislas Wawrinka     | 6-3, 6-4               | Details |
| 2.                           | 12 juli 2009      | ATP Newport (1)       | Gras          | Jordan Kerr          | Rogier Wassen Michael Kohlmann              | 7-6(4), 7-5            | Details |
| 3.                           | 4 oktober 2009    | ATP Bangkok           | Hardcourt (i) | Eric Butorac         | Guillermo García López Mischa Zverev        | 7-6(4), 6-3            | Details |
| 4.                           | 25 juli 2010      | ATP Atlanta           | Hardcourt     | Scott Lipsky         | Rohan Bopanna Kristof Vliegen               | 6-3, 6-7(4), [12-10]   | Details |
| 5.                           | 13 februari 2011  | ATP San José          | Hardcourt (i) | Scott Lipsky         | Alejandro Falla Xavier Malisse              | 6-4, 4-6, [10-8]       | Details |
| 6.                           | 27 februari 2011  | ATP Delray Beach (1)  | Hardcourt     | Scott Lipsky         | Christopher Kas Alexander Peya              | 4-6, 6-4, [10-3]       | Details |
| 7.                           | 23 september 2012 | ATP Sint-Petersburg   | Hardcourt (i) | Nenad Zimonjić       | Lukáš Lacko Igor Zelenay                    | 4-6, 6-4, [10-3]       | Details |
| 8.                           | 21 juni 2015      | ATP Halle (1)         | Gras          | Raven Klaasen        | Rohan Bopanna Florin Mergea                 | 7-6(5), 6-2            | Details |
| 9.                           | 19 juni 2016      | ATP Halle (2)         | Gras          | Raven Klaasen        | Łukasz Kubot Alexander Peya                 | 7-6(5), 6-2            | Details |
| 10.                          | 2 oktober 2016    | ATP Chengdu           | Hardcourt     | Raven Klaasen        | Pablo Carreño Busta Mariusz Fyrstenberg     | 7-6(2), 7-5            | Details |
| 11.                          | 26 februari 2017  | ATP Delray Beach (2)  | Hardcourt     | Raven Klaasen        | Treat Huey Maks Mirni                       | 7-5, 7-5               | Details |
| 12.                          | 18 maart 2017     | ATP Indian Wells      | Hardcourt     | Raven Klaasen        | Łukasz Kubot Marcelo Melo                   | 6-7(1), 6-4, [10-8]    | Details |
| 13.                          | 22 juli 2017      | ATP Newport (2)       | Gras          | Aisam-ul-Haq Qureshi | Matt Reid John-Patrick Smith                | 6-4, 4-6, [10-7]       | Details |
| 14.                          | 1 oktober 2017    | ATP Shenzhen          | Hardcourt     | Alexander Peya       | Nikola Mektić Nicholas Monroe               | 6-3, 6-2               | Details |
| 15.                          | 6 mei 2018        | ATP München           | Gravel        | Ivan Dodig           | Nikola Mektić Alexander Peya                | 6-3, 7-5               | Details |
| 16.                          | 21 oktober 2018   | ATP Moskou            | Hardcourt (i) | Austin Krajicek      | Maks Mirni Philipp Oswald                   | 7-6(4), 6-4            | Details |
| 17.                          | 4 november 2018   | ATP Parijs            | Hardcourt (i) | Marcel Granollers    | Jean-Julien Rojer Horia Tecău               | 6-4, 6-4               | Details |
| 18.                          | 2 maart 2019      | ATP Dubai             | Hardcourt     | Joe Salisbury        | Ben McLachlan Jan-Lennard Struff            | 7-6(4), 6-3            | Details |
| 19.                          | 27 oktober 2019   | ATP Wenen (1)         | Hardcourt (i) | Joe Salisbury        | Łukasz Kubot Marcelo Melo                   | 6-4, 6-7(5), [10-5]    | Details |
| 20.                          | 2 februari 2020   | Australian Open       | Hardcourt     | Joe Salisbury        | Max Purcell Luke Saville                    | 6-4, 6-2               | Details |
| 21.                          | 15 augustus 2021  | ATP Montreal/Toronto  | Hardcourt     | Joe Salisbury        | Nikola Mektić Mate Pavić                    | 6-3, 4-6, [10-3]       | Details |
| 22.                          | 10 september 2021 | US Open(1)            | Hardcourt     | Joe Salisbury        | Jamie Murray Bruno Soares                   | 3-6, 6-2, 6-2          | Details |
| 23.                          | 17 april 2022     | ATP Monte-Carlo       | Hardcourt     | Joe Salisbury        | Juan Sebastián Cabal Robert Farah           | 6–4, 3–6, [10–7]       | details |
| 24.                          | 21 augustus 2022  | ATP Cincinnati        | Hardcourt     | Joe Salisbury        | Tim Pütz Michael Venus                      | 7–6(4), 7–6(5)         | details |
| 25.                          | 9 september 2022  | US Open (2)           | Hardcourt     | Joe Salisbury        | Wesley Koolhof Neal Skupski                 | 7–6(4), 7–5            | details |
| 26.                          | 20 november 2022  | ATP Finals (1)        | Hardcourt (i) | Joe Salisbury        | Nikola Mektić Mate Pavić                    | 7-6(5), 6-4            | Details |
| 27.                          | 27 mei 2023       | ATP Lyon              | Gravel        | Joe Salisbury        | Nicolas Mahut Matwe Middelkoop              | 6-0, 6-3               | Details |
| 28.                          | 8 september 2023  | US Open (3)           | Hardcourt     | Joe Salisbury        | Rohan Bopanna Matthew Ebden                 | 2-6, 6-3, 6-4          | details |
| 29.                          | 29 oktober 2023   | ATP Wenen (2)         | Hardcourt (i) | Joe Salisbury        | Nathaniel Lammons Jackson Withrow           | 6-4, 5-7, [12-10]      | Details |
| 30.                          | 20 november 2023  | ATP Finals (2)        | Hardcourt (i) | Joe Salisbury        | Marcel Granollers Horacio Zeballos          | 6-3, 6-4               | Details |
| 31.                          | 13 januari 2024   | ATP Adelaide          | Hardcourt (i) | Joe Salisbury        | Rohan Bopanna Matthew Ebden                 | 7-5, 5-7, [11-9]       | Details |
| Verloren finales herendubbel |                   |                       |               |                      |                                             |                        |         |
| 1.                           | 28 augustus 2005  | ATP New Haven         | Hardcourt     | Bobby Reynolds       | Gastón Etlis Martín Rodríguez               | 4-6, 3-6               | Details |
| 2.                           | 6 februari 2011   | ATP Johannesburg      | Hardcourt     | Scott Lipsky         | James Cerretani Adil Shamasdin              | 3-6, 6-3, [7-10]       | Details |
| 3.                           | 13 juli 2014      | ATP Newport           | Gras          | Jonathan Erlich      | Chris Guccione Lleyton Hewitt               | 5-7, 4-6               | Details |
| 4.                           | 4 oktober 2015    | ATP Kuala Lumpur      | Hardcourt (i) | Raven Klaasen        | Treat Huey Henri Kontinen                   | 6-7(4), 2-6            | Details |
| 5.                           | 3 april 2016      | ATP Miami             | Hardcourt     | Raven Klaasen        | Pierre-Hugues Herbert Nicolas Mahut         | 7-5, 1-6, [7-10]       | Details |
| 6.                           | 22 mei 2016       | ATP Genève            | Gravel        | Raven Klaasen        | Steve Johnson Sam Querrey                   | 4-6, 1-6               | Details |
| 7.                           | 9 oktober 2016    | ATP Tokio             | Hardcourt     | Raven Klaasen        | Marcel Granollers Marcin Matkowski          | 2-6, 6-7(4)            | Details |
| 8.                           | 20 november 2016  | ATP World Tour Finals | Hardcourt (i) | Raven Klaasen        | Henri Kontinen John Peers                   | 6-2, 1-6, [8-10]       | Details |
| 9.                           | 17 juni 2017      | ATP Rosmalen          | Gras          | Raven Klaasen        | Łukasz Kubot Marcelo Melo                   | 3-6, 4-6               | Details |
| 10.                          | 26 mei 2018       | ATP Genève            | Gravel        | Ivan Dodig           | Oliver Marach Mate Pavić                    | 6-3, 6-7(3), [9-11]    | Details |
| 11.                          | 29 juli 2018      | ATP Atlanta           | Hardcourt     | Ryan Harrison        | Nicholas Monroe John-Patrick Smith          | 6-3, 6-7(5), [8-10]    | Details |
| 12.                          | 30 september 2018 | ATP Chengdu           | Hardcourt     | Robert Lindstedt     | Ben McLachlan Joe Salisbury                 | 6-7(5), 6-7(4)         | Details |
| 13.                          | 6 januari 2019    | ATP Brisbane          | Hardcourt     | Joe Salisbury        | Marcus Daniell Wesley Koolhof               | 4-6, 6-7(6)            | Details |
| 14.                          | 23 juni 2019      | ATP Londen            | Gras          | Joe Salisbury        | Feliciano López Andy Murray                 | 6-7(6), 7-5, [5-10]    | Details |
| 15.                          | 20 oktober 2019   | ATP Antwerpen         | Hardcourt (i) | Joe Salisbury        | Kevin Krawietz Andreas Mies                 | 6-7(1), 3-6            | Details |
| 16.                          | 21 februari 2021  | Australian Open       | Hardcourt     | Joe Salisbury        | Ivan Dodig Filip Polášek                    | 3-6, 4-6               | Details |
| 17.                          | 16 mei 2021       | ATP Rome              | Gravel        | Joe Salisbury        | Nikola Mektić Mate Pavić                    | 4-6, 6-7(4)            | Details |
| 18.                          | 26 juni 2021      | ATP Eastbourne        | Gras          | Joe Salisbury        | Nikola Mektić Mate Pavić                    | 4-6, 3-6               | Details |
| 19.                          | 31 oktober 2021   | ATP Wenen             | Hardcourt (i) | Joe Salisbury        | Juan Sebastián Cabal Robert Farah Maksoud   | 4-6, 2-6               | Details |
| 20.                          | 21 november 2021  | ATP Finals            | Hardcourt (i) | Joe Salisbury        | Pierre-Hugues Herbert Nicolas Mahut         | 4-6, 6-7(0)            | Details |
| 21.                          | 16 mei 2021       | ATP Montreal/Toronto  | Gravel        | Joe Salisbury        | Marcelo Arevalo Jean-Julien Rojer           | 3-6, 1-6               | Details |
| 22.                          | 3 augustus 2024   | Olympische spelen     | Gravel        | Austin Krajicek      | Matthew Ebden John Peers                    | 6–7(6), 7–6(1), [8-10] | Details |
| Gewonnen finales challengers |                   |                       |               |                      |                                             |                        |         |
| 1.                           | 8 augustus 2004   | Denver                | Hardcourt     | Brian Baker          | Jamie Delgado Jonathan Marray               | 6-2, 6-2               |         |
| 2.                           | 21 november 2004  | Champaign             | Hardcourt (i) | Brian Baker          | Justin Gimelstob Graydon Oliver             | 7-6(5), 7-6(7)         |         |
| 3.                           | 17 april 2005     | Mexico-Stad           | Hardcourt     | Bobby Reynolds       | Rik De Voest Łukasz Kubot                   | 6-1, 6-7(7), 7-6(4)    |         |
| 4.                           | 5 mei 2005        | Busan                 | Hardcourt     | Paul Goldstein       | Justin Gimelstob Wesley Moodie              | Walk-over              |         |
| 5.                           | 12 februari 2006  | Dallas                | Hardcourt (i) | Bobby Reynolds       | Mirko Pehar Dusan Vernic                    | 6-3, 6-4               |         |
| 6.                           | 1 oktober 2006    | Tulsa                 | Hardcourt     | Bobby Reynolds       | Scott Lipsky David Martin                   | 6-4, 6-4               |         |
| 7.                           | 19 november 2006  | Champaign             | Hardcourt (i) | Rik de Voest         | André Sá Brian Wilson                       | 5-7, 6-4, [10-7]       |         |
| 8.                           | 3 december 2006   | Maui                  | Hardcourt (i) | Brian Wilson         | Rodrigo-Antonio Grilli Christopher Lam      | 6-3, 6-2               |         |
| 9.                           | 20 mei 2007       | Forest Hills          | Gravel        | Bobby Reynolds       | Patrick Briaud Sam Warburg                  | 6-3, 6-2               |         |
| 10.                          | 10 juni 2007      | Carson                | Hardcourt     | Bobby Reynolds       | Víctor Estrella Burgos Alberto Francis      | 7-6(8), 6-2            |         |
| 11.                          | 22 juli 2007      | Aptos                 | Hardcourt     | Bobby Reynolds       | Jean Paul Fruttero Cecil Mamiit             | 6-7(5), 6-3, [10-7]    |         |
| 12.                          | 30 september 2007 | Tulsa                 | Hardcourt     | Bobby Reynolds       | Alex Bogomolov jr. Brian Wilson             | 7-6(8), 7-5            |         |
| 13.                          | 4 november 2007   | Busan                 | Hardcourt     | Bobby Reynolds       | Rik de Voest Pierre-Ludovic Duclos          | 6-0, 6-2               |         |
| 14.                          | 11 november 2007  | Nashville             | Hardcourt (i) | Bobby Reynolds       | Ashley Fisher Stephen Huss                  | 6-7(4), 6-3, [12-10]   |         |
| 15.                          | 13 april 2008     | Humacao               | Hardcourt     | Bobby Reynolds       | Lester Cook Kevin Kim                       | 6-3, 6-4               |         |
| 16.                          | 20 april 2008     | Tallahassee           | Hardcourt     | Bobby Reynolds       | Robert Kendrick Ryan Sweeting               | Walk-over              |         |
| 17.                          | 16 november 2008  | Champaign             | Hardcourt (i) | Bobby Reynolds       | Olivier Charroin Nicolas Tourte             | 3-6, 6-3, [10-6]       |         |
| 18.                          | 8 februari 2009   | Dallas                | Hardcourt (i) | Prakash Amritraj     | Patrick Briaud Jason Marshall               | 6-3, 4-6, [10-8]       |         |
| 19.                          | 12 april 2009     | Baton Rouge           | Hardcourt     | Bobby Reynolds       | Harsh Mankad Scott Oudsema                  | 6-3, 6-7(6), [10-3]    |         |
| 20.                          | 20 september 2009 | Tulsa                 | Hardcourt     | David Martin         | Philipp Stephens Ashley Watling             | 6-2, 6-2               |         |
| 21.                          | 7 november 2010   | Eckental              | Tapijt (i)    | Scott Lipsky         | Sanchai Ratiwatana Sonchat Ratiwatana       | 6-7(2), 6-4, [10-4]    |         |
| 22.                          | 6 maart 2011      | Dallas                | Hardcourt (i) | Scott Lipsky         | Dustin Brown Björn Phau                     | 7-6(3), 6-4            |         |
| 23.                          | 1 mei 2011        | León                  | Hardcourt     | Bobby Reynolds       | Andre Begemann Chris Eaton                  | 6-3, 6-2               |         |
| 24.                          | 5 mei 2013        | Johannesburg          | Hardcourt     | Prakash Amritraj     | Purav Raja Divij Sharan                     | 7-6(1), 7-6(1)         |         |
| 25.                          | 8 juni 2014       | Nottingham            | Gras          | Chris Guccione       | Colin Fleming André Sá                      | 6-7(2), 6-2, 11-9      |         |
| 26.                          | 12 april 2015     | León                  | Hardcourt     | Austin Krajicek      | Guillermo Durán Horacio Zeballos            | 6-2, 7-5               |         |
| 27.                          | 26 april 2015     | Guadalajara           | Hardcourt     | Austin Krajicek      | Marcelo Demoliner Miguel Ángel Reyes-Varela | 7-5, 4-6, [10-6]       |         |

### Gemengd Dubbelspel
| Nr.                            | Datum            | Toernooi            | Ondergrond | Partner            | Tegenstanders in finale         | Score               | Details |
| ------------------------------ | ---------------- | ------------------- | ---------- | ------------------ | ------------------------------- | ------------------- | ------- |
| Gewonnen finales gemengddubbel |                  |                     |            |                    |                                 |                     |         |
| 1.                             | 26 januari 2019  | Australian Open (1) | Hardcourt  | Barbora Krejčíková | Astra Sharma John-Patrick Smith | 7-6(3), 6-1         | Details |
| 2.                             | 20 februari 2021 | Australian Open (2) | Hardcourt  | Barbora Krejčíková | Samantha Stosur Matthew Ebden   | 6-1, 6-4            | Details |
| Verloren finales gemengddubbel |                  |                     |            |                    |                                 |                     |         |
| 1.                             | 14 augustus 2016 | Olympische Spelen   | Hardcourt  | Venus Williams     | Bethanie Mattek-Sands Jack Sock | 7-6(3), 1-6, [7-10] | Details |
| 2.                             | 9 september 2016 | US Open             | Hardcourt  | Coco Vandeweghe    | Laura Siegemund Mate Pavić      | 4-6, 4-6            | Details |

## Resultaten grote toernooien
| Legenda | Legenda                          |
| ------- | -------------------------------- |
| g.t.    | geen toernooi gehouden           |
| l.c.    | lagere categorie                 |
| –       | niet deelgenomen                 |
| G       | uitgeschakeld in de groepsfase   |
| 1R      | uitgeschakeld in de eerste ronde |
| 2R      | uitgeschakeld in de tweede ronde |
| 3R      | uitgeschakeld in de derde ronde  |
| 4R      | uitgeschakeld in de vierde ronde |
| KF      | uitgeschakeld in de kwartfinale  |
| HF      | uitgeschakeld in de halve finale |
| F       | de finale verloren               |
| W       | het toernooi gewonnen            |
| w-v     | winst/verlies-balans             |

### Enkelspel
| toernooi             | 2004 | 2005 | 2006 | 2007 | 2008 | 2009 | 2010 | 2011 | 2012 | 2013 | 2014 | 2015 | 2016 | 2017 |
| -------------------- | ---- | ---- | ---- | ---- | ---- | ---- | ---- | ---- | ---- | ---- | ---- | ---- | ---- | ---- |
| grandslamtoernooien  |      |      |      |      |      |      |      |      |      |      |      |      |      |      |
| Australian Open      | –    | –    | –    | –    | 1R   | –    | 1R   | –    | –    | 2R   | –    | –    | 2R   | –    |
| Roland Garros        | –    | –    | –    | –    | –    | –    | 1R   | –    | –    | –    | –    | –    | 1R   | –    |
| Wimbledon            | –    | –    | –    | –    | –    | 1R   | 1R   | –    | –    | 2R   | –    | –    | 1R   | –    |
| US Open              | 1R   | 1R   | –    | –    | –    | 1R   | –    | –    | 1R   | 2R   | –    | 2R   | 1R   | –    |
| ATP Masters 1000     |      |      |      |      |      |      |      |      |      |      |      |      |      |      |
| Indian Wells         | –    | –    | –    | –    | –    | –    | 1R   | –    | –    | –    | 1R   | –    | 2R   | –    |
| Miami                | –    | –    | –    | –    | –    | –    | 1R   | –    | 1R   | 1R   | –    | –    | 2R   | –    |
| Monte Carlo          | –    | –    | –    | –    | –    | –    | –    | –    | –    | –    | –    | –    | –    | –    |
| Madrid               | l.c. | l.c. | l.c. | l.c. | l.c. | –    | –    | –    | –    | –    | –    | –    | –    | –    |
| Rome                 | –    | –    | –    | –    | –    | –    | –    | –    | –    | –    | –    | –    | –    | –    |
| Montreal/Toronto     | –    | –    | 1R   | –    | –    | –    | –    | –    | –    | –    | –    | –    | –    | –    |
| Cincinnati           | –    | –    | –    | –    | 1R   | –    | –    | –    | –    | –    | –    | 1R   | –    | –    |
| Shanghai             | l.c. | l.c. | l.c. | l.c. | l.c. | –    | –    | –    | –    | –    | –    | –    | –    | –    |
| Parijs               | –    | –    | –    | –    | –    | –    | –    | –    | –    | –    | –    | –    | –    | –    |
| olympisch            |      |      |      |      |      |      |      |      |      |      |      |      |      |      |
| Olympische Spelen    | –    | g.t. | g.t. | g.t. | –    | g.t. | g.t. | g.t. | –    | g.t. | g.t. | g.t. | –    | g.t. |
| statistieken         |      |      |      |      |      |      |      |      |      |      |      |      |      |      |
| totaal aantal titels | 0    | 0    | 0    | 0    | 0    | 1    | 0    | 0    | 0    | 0    | 0    | 1    | 0    | 0    |
| eindejaarsranking    | 297  | 195  | 197  | 253  | 190  | 79   | 184  | 149  | 132  | 127  | 139  | 89   | 129  | —    |

### Dubbelspel
| toernooi             | 2001 | 2002 | 2003 | 2004 | 2005 | 2006 | 2007 | 2008 | 2009 | 2010 | 2011 | 2012 | 2013 | 2014 | 2015 | 2016 | 2017 | 2018 | 2019 | 2020 | 2021 | 2022 | 2023 | 2024 |
| -------------------- | ---- | ---- | ---- | ---- | ---- | ---- | ---- | ---- | ---- | ---- | ---- | ---- | ---- | ---- | ---- | ---- | ---- | ---- | ---- | ---- | ---- | ---- | ---- | ---- |
| grandslamtoernooien  |      |      |      |      |      |      |      |      |      |      |      |      |      |      |      |      |      |      |      |      |      |      |      |      |
| Australian Open      | –    | –    | –    | –    | –    | 1R   | –    | 3R   | 3R   | KF   | 1R   | KF   | 2R   | 2R   | 1R   | KF   | 2R   | 3R   | 3R   | W    | F    | HF   | 3R   | 3R   |
| Roland Garros        | –    | –    | –    | –    | –    | –    | –    | 3R   | 1R   | 1R   | KF   | 3R   | 1R   | 1R   | 1R   | 2R   | 2R   | 2R   | KF   | KF   | 2R   | KF   | 3R   | KF   |
| Wimbledon            | –    | –    | –    | –    | –    | –    | KF   | 2R   | 1R   | 1R   | 2R   | KF   | 1R   | 1R   | 2R   | HF   | 3R   | 2R   | 3R   | g.t. | HF   | HF   | 1R   | 2R   |
| US Open              | 1R   | 1R   | 1R   | 2R   | 1R   | 1R   | 1R   | 2R   | 2R   | 2R   | 1R   | 2R   | 3R   | HF   | 3R   | 2R   | 1R   | 1R   | 3R   | HF   | W    | W    | W    |      |
| ATP Finals           |      |      |      |      |      |      |      |      |      |      |      |      |      |      |      |      |      |      |      |      |      |      |      |      |
| ATP Finals           | –    | –    | –    | –    | –    | –    | –    | –    | –    | –    | –    | –    | –    | –    | –    | F    | G    | –    | G    | HF   | F    | W    | W    |      |
| ATP Masters 1000     |      |      |      |      |      |      |      |      |      |      |      |      |      |      |      |      |      |      |      |      |      |      |      |      |
| Indian Wells         | –    | –    | –    | –    | –    | –    | –    | –    | –    | 1R   | –    | –    | 1R   | –    | –    | 1R   | W    | KF   | 1R   | g.t. | 2R   | HF   | 1R   | 2R   |
| Miami                | –    | –    | –    | –    | –    | –    | –    | –    | –    | 2R   | 1R   | –    | 2R   | –    | KF   | F    | 1R   | 1R   | 2R   | g.t. | HF   | KF   | 2R   | KF   |
| Monte Carlo          | –    | –    | –    | –    | –    | –    | –    | –    | –    | –    | –    | –    | –    | –    | –    | 1R   | 2R   | 2R   | –    | g.t. | 2R   | W    | 2R   | 2R   |
| Madrid               | l.c. | l.c. | l.c. | l.c. | l.c. | l.c. | l.c. | l.c. | –    | –    | –    | –    | –    | –    | –    | 2R   | 2R   | 2R   | 1R   | g.t. | 1R   | 2R   | 1R   | 1R   |
| Rome                 | –    | –    | –    | –    | –    | –    | –    | –    | –    | –    | –    | –    | –    | –    | –    | 1R   | KF   | 2R   | 1R   | 1R   | F    | 1R   | KF   | KF   |
| Montreal/Toronto     | –    | –    | –    | –    | –    | –    | –    | –    | –    | –    | –    | –    | –    | –    | 1R   | KF   | HF   | KF   | HF   | g.t. | W    | 2R   | F    |      |
| Cincinnati           | –    | –    | –    | –    | –    | –    | –    | –    | 1R   | 1R   | –    | 2R   | 1R   | –    | 2R   | KF   | 2R   | –    | 1R   | HF   | KF   | W    | 2R   |      |
| Shanghai             | l.c. | l.c. | l.c. | l.c. | l.c. | l.c. | l.c. | l.c. | –    | –    | 1R   | –    | –    | 1R   | –    | 2R   | KF   | –    | KF   | g.t. | g.t. | g.t. | 2R   |      |
| Parijs               | –    | –    | –    | –    | –    | –    | –    | –    | –    | –    | –    | –    | –    | –    | KF   | 2R   | 2R   | W    | KF   | –    | 2R   | KF   | HF   |      |
| olympisch            |      |      |      |      |      |      |      |      |      |      |      |      |      |      |      |      |      |      |      |      |      |      |      |      |
| Olympische Spelen    | g.t. | g.t. | g.t. | –    | g.t. | g.t. | g.t. | –    | g.t. | g.t. | g.t. | –    | g.t. | g.t. | g.t. | 2R   | g.t. | g.t. | g.t. | g.t. | 2R   | g.t. | g.t. | F    |
| statistieken         |      |      |      |      |      |      |      |      |      |      |      |      |      |      |      |      |      |      |      |      |      |      |      |      |
| totaal aantal titels | 0    | 0    | 0    | 0    | 0    | 0    | 0    | 0    | 3    | 1    | 2    | 1    | 0    | 0    | 1    | 2    | 4    | 3    | 2    | 1    | 2    | 4    | 4    | 0    |
| eindejaarsranking    | 1099 | 541  | 448  | 133  | 113  | 122  | 65   | 68   | 39   | 67   | 45   | 44   | 78   | 53   | 36   | 14   | 22   | 21   | 24   | 14   | 4    | 3    | 6    |      |

### Gemengd dubbelspel
| grandslamtoernooien |      |      |      |    |      |      |      |   |      |      |      |      |    |      |      |    |
| Australian Open     | –    | –    | –    | –  | 1R   | –    | –    | – | 1R   | 1R   | W    | –    | W  | KF   | –    | –  |
| Roland Garros       | –    | –    | –    | –  | –    | –    | 2R   | – | HF   | 1R   | –    | g.t. | KF | –    | –    | –  |
| Wimbledon           | –    | –    | 3R   | –  | 2R   | –    | 1R   | – | 2R   | 2R   | 1R   | g.t. | 3R | –    | –    | 2R |
| US Open             | 1R   | 2R   | 2R   | 2R | –    | 2R   | –    | F | 1R   | 2R   | HF   | g.t. | 1R | –    | –    |    |
| olympisch           |      |      |      |    |      |      |      |   |      |      |      |      |    |      |      |    |
| Olympische Spelen   | g.t. | g.t. | g.t. | –  | g.t. | g.t. | g.t. | F | g.t. | g.t. | g.t. | g.t. | 1R | g.t. | g.t. | –  |